# جمعية الصليب الأحمر في تايوان
جمعية الصليب الأحمر في تايوان (بالصينية:中華民國紅十字會) ، هو الاسم الرسمي لجمعية الصليب الأحمر لجمهورية الصين الشعبية (تايوان). لجمعية غير معترف بها من قبل اللجنة الدولية للصليب الأحمر لأنها لا تلتزم بجميع المتطلبات  المنصوص عليها في النظام الأساسي لحركة الصليب الأحمر والهلال الأحمر وليست عضوًا في الاتحاد الدولي لجمعيات الصليب الأحمر والهلال الأحمر. شاركت الجمعية تاريخها مع جمعية الصليب الأحمر الصينية منذ إنشائها في عام 1904 حتى عام 1949 ، عندما انسحب الحزب القومي الصيني (الكومينتانغ) إلى تايوان. يربط كلا المجتمعين أصولهما بالمؤسس تاجر الشاي شين دونهي [الإنجليزية].

## تاريخ

### التأسيس
في 3 مارس 1904 وأثناء الحرب الروسية اليابانية، أسس شين دونهي "جمعية منشوريا الخيرية للصليب الأحمر" وفي 10 مارس 1904 ، تغير اسم الجمعية إلى "لجنة شنغهاي الدولية للصليب الأحمر". كان مؤسسوها من رجال الأعمال والقادة السياسيين الصينيين والمغتربين من الغرب. اختار شين الصليب الأحمر كممثل له بسبب حياده، مما سمح للمساعدة في الوصول إلى المواطنين الصينيين المحاصرين في منشوريا بين القوات اليابانية والروسية.

### التوسع
بعد الحرب الروسية اليابانية، توسعت الجمعية واستمرت مهمتها في مساعدة المتضررين من الحروب والكوارث. افتتحت الجمعية مستشفيات للصليب الأحمر في شنغهاي ومدن أخرى. كانت فروع الصليب الأحمر المحلية شائعة لأن الجمعية مثلت الروابط الدولية والحداثة وأنشطتها كانت تُعتبر وطنية. على سبيل المثال أرسلت الجمعية العمال إلى سان فرانسيسكو بعد زلزال 1906 وأرسلت العمال والأدوية والأموال إلى اليابان بعد زلزال كانتو العظيم عام 1923. بحلول عام 1920 كان هناك أكثر من 300 فرع للصليب الأحمر في الصين.

## الانتقال إلى تايوان
انتقلت الجمعية إلى تايوان بعد عام 1950 بعد انتهاء الحرب الأهلية الصينية. في عام 1955 اعترفت حكومة جمهورية الصين الشعبية رسميًا بجمعية الصليب الأحمر لجمهورية الصين باعتبارها المنظمة الإنسانية الوطنية الوحيدة في البلاد. سلط القانون الضوء على مسؤوليات المجتمع في حالة غزو قوات الحزب الشيوعي الصيني وكذلك علاج الجنود التايوانيين الجرحى وأسرى الحرب. مُنح المتطوعين في الجمعية إعفاءات مالية. تم تكليف المنظمة بتعليم مبادئ الإسعافات الأولية لكل من للبالغين والأطفال بالإضافة إلى توفير الصرف الصحي الأساسي والنظافة للأشخاص الأكثر حرمانًا.